# MacDiego

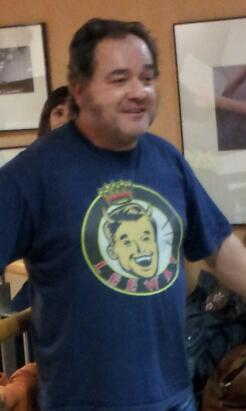
MacDiego.

Diego Ruiz de la Torre Gómez de Barreda (Valencia, España, 1963), más conocido como MacDiego, es un diseñador y editor de cómic español.

## Biografía
En 1982 empieza a trabajar en el Col•lectiu Voramar, donde aprende en un principio el oficio de diseñador, y más tarde el de publicista.
En 1991 monta el estudio MacDiego en Godella, desde donde trabaja para muchos clientes de la comunidad. Como obra más visible en la ciudad de València, cabe destacar las esculturas metálicas de Picasso que realizó para la exposición del pintor que realizó la Fundación Bancaja y que aún permanecen en la ciudad.

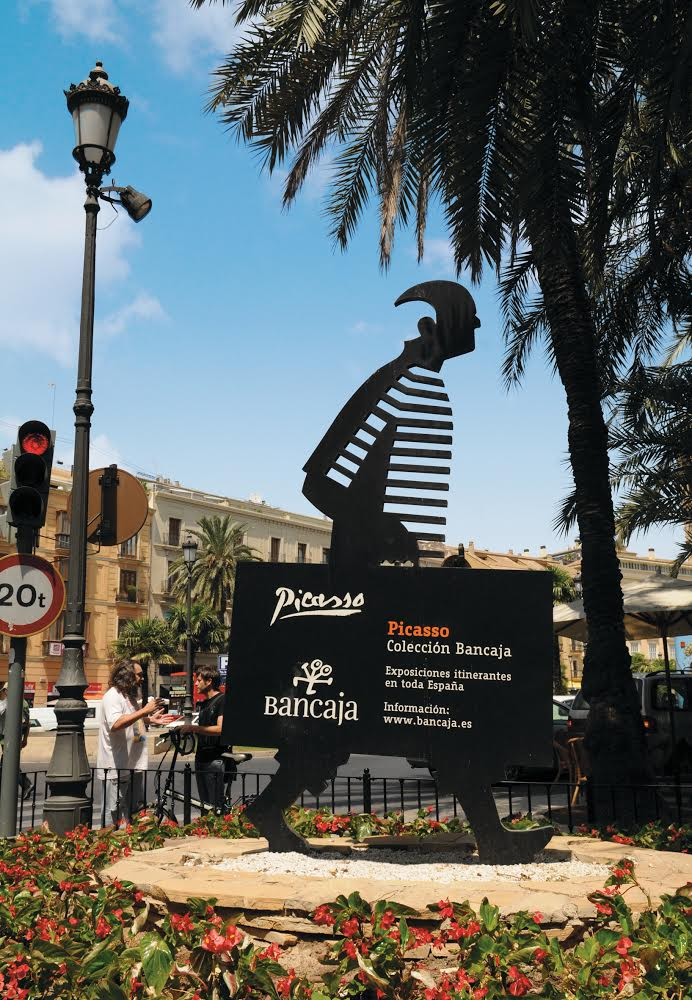
Estatua metálica para la colección Exposición de Picasso de la Fundación Bancaja realizada por MacDiego. Con su autor y Paco Roca de fondo.

En 1995, con el editor Francisco Camarasa Pina, fundó su propia editorial de historietas Joputa CB, refundada más tarde como Edicions de Ponent.
En 1997 MacDiego fundó con Julio Sánchez Telio La Guillotina, la primera galería dedicada a originales de cómic, y empezó a editar la revista gratuita Ganadería Trashumante.
Desde 1999 es tertuliano de radio junto al periodista y escritor Ramón Palomar, el historietista Paco Roca, el cantante José Manuel Casañ y el dj Juanjo Almendral. La Tertulia Friki ha pasado por diferentes emisoras valencianas y se emite los viernes de 13 a 14 horas en el programa Abierto a Mediodía de Valencia Radio (99.9 FM).
Fue presidente de la Asociación de Diseñadores de la Comunidad Valenciana (ADCV ) de 2000 a 2004.
Ha participado en numerosas exposiciones y ediciones, y ha sido comisario de otras, entre ellas: 
- «Atlas» para la Feria Internacional del Mueble de València
- Las “Lámparas Maravillosas» para la organización no gubernamental Pequeño Deseo
- «25 ilustradores ilustran y dan lustre al ilustre don Jaime» para celebrar el 25 Aniversario de Nuevo Centro
- «Un Cabanyal de Vinyetes» para el colectivo Salvem el Cabañal
- «MacDiego Duets» en compañía de cuarenta afamados artistas en la galería Mr. Pink
- «Paco Roca dibujante ambulante» (Avilés, Bilbao, Carlet, Castellón, Denia, Gandía, Madrid, Palencia, Requena, SantaColoma, Tetuán, Ceuta, Xátiva, Tánger, Nantes, Sant Cugat), «Stop motion don’t stop», «Ricardo Rousselot, ¡la caligrafía vive!», «Del tilt al byte» y «En moto» para el MuVIM
- «EX•IL, Exilio Ilustrado» que ha estado en más de cien colegios, centros culturales y bibliotecas de la Comunidad Valenciana, y en Valladolid
- «Los surcos del azar. Diario de ruta de Paco Roca» en Las Naves Espacio de Innovación y Creación de València y en Madrid y Zaragoza
- «813 Truffaut por Paula Bonet» en Las Naves Espacio de Innovación y Creación
- «Harto de sexo”, «Edetanos ilustrados» junto a Martín Forés, y «RAMBLETA, más de 10 años en el centro de la cultura» en el Centro Cultural La Rambleta
- «Eco al parc» en el Consorci Ribera i Valldigna
- «Blacksad, algún lugar entre las sombras de Juanjo Guarnido», junto a Mario Contemporania, en el Centro de Historias de Zaragoza
- «Paco Roca 50 tacos» en el Centro Cultural la Misericordia de Palma de Mallorca
- «Ocultes i il•lustrades» en el Centre Cultural La Nau de la Universitat de València
- «Prohibit fixar cartells - R.E.A.» junto a Boke Bazán, en el CCCC en València, en el Museo de Bellas Artes de Castellón y en La Lonja del Pescado en Alicante
- «Vinyetes i memòria de l'atrocitat» juanto a José María Azkárraga, en la plaça de l'Ajuntament de València
- «¡¡¡De miaus a guaus!!! Cómics de José Fonollosa» en el Museu de Belles Arts de Castelló
- «Patata Verdú Schmidt - El hombre que corre» en la Casa de la Cultura de Alzira
- «De València al Cairo» junto a Álvaro Pons, en la Sala del Cómic Avilés
- «El Víbora, contracultura en vena» junto a Álvaro Pons, Centre Cultural La Nau de la Universitat de València
- «La eda de piedra de Paco Roca» y «¡Pásele, pásele! Un vistazo a la historieta mexicana», junto a Laura Nallely, en el Salón del Cómic de la Feria de València
- «Las baladas de Zapico», Junto a Aníbal Siñeriz, en la Sala del Cómic Avilés
- «El universo de George H. White visto por Juan Miguel Aguilera», en la Biblioteca Pública de Llíria
- «Chico, Rita & el pianista» sobre el cine de Mariscal, en la Sala del Cómic Avilés
- «Eusebio Nsue», «Zainab Fasiki» y «Marcelo D'Salete», junto a Dani Tomás, en el Salón del Cómic de la Feria de València
- «Jose Santaeulalia», en el Centre del Carmen (CCCC) de València
- «37 Ilustres x 37 Ilustrados», junto a Catalina Martín Lloris, en el Centre del Carmen (CCCC) de València

Ha coordinado la parte gráfica de otras exposiciones como:
- «Escoles i mestres» para el Centre Cultural La Nau
- «Cabanyal Portes Obertes» en el CCCC de València
- «CopyRight, 38 Aniversario Angouleme València» en el Centre Cultura Contemporánea Octubre
- «Algunos maestros y toda la verdad de Daniel Torres», junto a Dani Tomás, en la Feria de València
- «Miguel Hernández, el poeta necessari» en las Atarazanas de València
- «Cómic Palestino, voces propias, grito colectivo"», de Pedro Rojo, en el Salón del Cómic de la Feria de València
- «Això no és còmic"», de Noelia Ibarra y Álvaro Pons, en el IVAM de València

Desde 2018 colabora con una página de opinión en la revista Plaza y en la Feria del libro de València de 2019 presentó su libro La vida es corta, ¡desperdíciala!